# Scopula decolor
Scopula decolor är en fjärilsart som beskrevs av Otto Staudinger 1898. Scopula decolor ingår i släktet Scopula och familjen mätare. Inga underarter finns listade.